# Долгов, Иван Ефимович
Иван Ефимович Долгов — советский и российский тренер по лёгкой атлетике. Заслуженный тренер России (2000).

## Тренерская карьера
С 1991 по 2004 год под руководством Ивана Ефимовича Долгова тренировалась чемпионка летних Паралимпийских игр 2000 года в беге на 400 м (класс T46), двукратный серебряный призёр Паралимпийских игр (1992, 2000) в беге на 200 м, четырёхкратная чемпионка мира (1994, 2002) и чемпионка Европы 2003 года Любовь Васильева.
С 2000 по 2004 год Долгов тренировал Юлию Зарипову. Также среди его воспитанников: Анастасия Ерёмина, Георгий Степанов и другие спортсмены.
В 2012 году был в числе номинантов в зал славы Международного паралимпийского комитета в категории «Лучший тренер».
Иван Ефимович работает тренером-преподавателем в ГОУ ДОД СДЮСШОР по лёгкой атлетике «Каустик», ГБУ «Центр спортивной подготовки по лёгкой атлетике», а также по совместительству — в МОУ ДОД СДЮСШОР № 16.

## Известные воспитанники
- Любовь Васильева
- Юлия Зарипова

## Награды и звания
- Почётное звание «Заслуженный тренер России» (2000)[10].
- Медаль ордена «За заслуги перед Отечеством» II степени (2002)[11].
- Почетная грамота Волгоградской городской Думы (2007)[12].